# Rennenkampff (Adelsgeschlecht)

Wappen von 1602

Wappen von 1728

Rennenkampff (russisch Ренненкампфы) ist der Name eines deutsch-baltischen Adelsgeschlechts.

## Geschichte
Das Geschlecht stammt aus dem Hochstift Münster in Westfalen und erscheint 1491 zuerst mit Johann Remenkampe als Hofbesitzer aus Ventrup bzw. Telgte im Amt Wolbeck und 1519 mit Joachim Renenkamp, Ältermann des Schneideramtes in Riga. Die Stammreihe beginnt 1563 urkundlich mit Jürgen als Kaufmannsgeselle, später als Einzel-, Tuchhändler und Gewandschneider. Das Rigaer Rentebock dokumentiert ihn 1583 als Hausbesitzer in der Sünderstraße (heute Grēcinieku iela), das schwedische Gouvernement-Archiv bestätigt ihn am 25. Juni 1599 als Gutsherr von Löwenküll/estn.Löve im Kreis Fellin/Viljandi. 1602, im Jahr der Standeserhöhung seines Sohns, wird Jürgen als Käufer einer Erbbegräbnisstelle auf dem Altarchor neben dem Hochgrab des Apostels Meinhard im Dom zu Riga genannt, in die er 1612 und seine zweite Frau Sophia geb. Bucks am 21. Juli 1618 gesenkt wurden.
Sein gleichnamiger Sohn aus erster Ehe, Kaiserlich österreichischer Oberst, trat nach seiner Erhebung in den Reichsadelsstand Prag 1602 durch Rudolf II. in seiner Vaterstadt am 28. Juli 1604 in die Kaufmannsgilde ein, wird Mitglied der Gr. Gilde. Er fiel am 9. September 1621 während der Verteidigung Rigas gegen die Schweden unter Gustav II. Adolf – wenige Tage vor der Kapitulation der Stadt.
Jürgen des II. jüngster Sohn Joachim wurde 1645 Professor für Rechtswissenschaften am Rigischen Stadt-Gymnasium und erwarb durch die Einheirat 1647 in die außerordentlich einflussreiche Patrizierfamilie Dreyling hohes gesellschaftliches Ansehen. Bereits im Jahr 1657 war Joachim Ratsherr und Oberbauherr, Gerichtsvogt, Assessor des Consistoriums, Inspektor der Ratskanzlei, der Ratsdruckerei, der Stadt-Bibliothek, des Stadt-Gymnasiums und der Ratsapotheke.
Joachims Sohn Georg, Kaufmann, Dockmann, 1685 Oberbau- und Stallherr, 1687 Ältester der Großen Gilde, 1695 bis 1697 Wettherr der Krämer-Kompanie, 1695 Ratsherr und Oberkämmerer in Riga, ehelichte zweimal eine Tochter aus dem Geschlecht Dreyling: Hedwig am 18. Juli 1676, Barbara am 22. Dezember 1685.
Franz, Georgs I. Sohn aus erster Ehe, verheiratet mit Maria Sophia geb. v. Liphart, ist Gründer der älteren Palloperschen Linie. Ersterer legte 1714 auf dem Landtag von Sadjerw als Beweis seiner Zugehörigkeit zum landsässigen Adel ein seinem Vorfahren 1602 von Kaiser Rudolf II. erteiltes Adelsdiplom im Original vor. Aufgrund dieses für „richtig und untadelhafft erkannten Diploma“ und weil „von Niemanden das allergeringste eingewandt worden“ ist er von der Dörptschen Ritterschaft einstimmig aufgenommen worden.
Sohn Georg II. aus der zweiten Ehe seines gleichnamigen Vaters, der Christina Charlotta geb. v. Jürgensburg ehelichte, wird Stammvater der jüngeren Helmetschen Linie. Der Kaiserlich russische Landgerichtsassessor in Pernau wandte sich nach Wien, um eine Renovation seines Adels zu erlangen und erhielt von dort am 20. Dezember 1728, durch Karl VI. konfirmiert, eine Reichsadelsbestätigung und den Reichs-Ritterstand mit dem Prädikat „Edler von“.

## Allgemein
Reichsadelsstand Prag …1602 durch Rudolf II. für Jürgen II., Kaiserlich römischer Oberst, konfirmiert durch Karl VI. in der Reichsadelsbestätigung und den Reichs-Ritterstand mit „Edler v.“ Wien 20. Dezember 1728 für den Kaiserlich russischen Landgerichtsassessor in Pernau Georg v. Rennenkampf auf Helmet.
Die I. ältere Pallopersche Linie beruft sich auf das Adelsdiplom von 1602 und bedient sich nicht des „Edler von“.
Immatrikulation bei der Livländischen Ritterschaft 27. März 1745 rückwirkend zum Jahr 1714, eine Konzession der älteren Linie gegenüber, die bereits in diesem Jahr der Dörptschen Ritterschaft ihr Adelsdiplom von 1602 im Original vorgelegt hatte, bei der Estländischen Ritterschaft 3. Juli 1752, beide für das Gesamtgeschlecht, bei der Kurländischen Ritterschaft 5. März 1801 für Paul Reinhold Edler v. Rennenkampff, auf Kalzenau usw. in Livland u. Kuckschen in Kurland, livländischer Landrat, bei der Oeselschen Ritterschaft 8. Dezember 1845 für Georg Edler v. Rennenkampff, auf Laimjall bzw. 1892 für Woldemar Edler v. Rennenkampff a.d.H. Sastama, Landwirt in Werder bzw. 1896 für Heinrich v. Rennenkampff a.d.H. Pantifer.
Die Aufnahme in den preußischen und reichsdeutschen Adel erfolgte zu Potsdam, Neues Palais, am 2. Februar 1909 durch Seine Majestät Kaiser Wilhelm II. für Karl Otto Woldemar Magnus Ritter und Edler v. Rennenkampff und dessen Bruder Eduard Ernst Ritter und Edler v. Rennenkampff aus dem Haus Sastama.
Zweige der Familie bestehen bis heute.
Das Geschlecht derer v. Rennenkampff ist fast in seinen sämtlichen Zweigen evangelisch-lutherisch, d. h. alt-lutherischen oder augsburgischen Bekenntnisses. Eine Ausnahme hiervon sind das Haus Alexandrowka, der Professor Wladimir (Woldemar) Edler v. Rennenkampff (Selgs) und seine Nachkommen, die Familie des Geheimrats Nicolai (Nicolaus) Edler v. Rennenkampff (Kosch) und einzelne Mitglieder der Familie, die infolge Ehe mit Russen bzw. Russinnen sich zum griechischen, katholischen oder orthodoxen Glauben bekennen.
Militärdienste nahmen die Rennenkampffs in österreichischen, französischen, holländischen, preußischen, polnischen, schwedischen und vorherrschend natürlich russischen Armeen und Marinen und brachten es zu höchsten Rängen und erhielten viele hohe Auszeichnungen, u. a. vier Ritter des preußischen Ordens „Pour le Mérite“.
Der Familienverband derer v. Rennenkampff wurde auf Höhnscheid 18. Juni 1977 gegründet, 21. Oktober 1983 in das Vereinsregister beim Amtsgericht Völklingen eingetragen und hält alle zwei Jahre zu Pfingsten ihren Familientag ab.

## Wappen (von 1728)
Geteilt, oben in Grün wachsend und gegeneinandergekehrt ein rot-bezungter goldener Löwe, pfahlweise ein gold-begrifftes Schwert in den Pranken haltend und ein rot-bezungter silberner Greif ein breites, einschneidiges gold-begrifftes Kurzschwert ebenso haltend, unten rot ledig; zwei gekrönte Helme auf dem Rechten mit grün-goldenen Decken der Löwe, auf dem Linken mit grün-silbernen Decken der Greif.

## Güterbesitz
Im 18. Jahrhundert sind 20 Güter mit einer Gesamtfläche von rund 94.000 Hektar nachweisbar. Der größte Besitz Kalzenau umfasste etwa 15.000 Hektar. Im 19. Jahrhundert gehörten der Familie 33 Güter mit rund 97.000 Hektar, Borkholm mit etwa 12.000 Hektar als größter Besitz. Anfang des 20. Jahrhunderts, d. h. bis zur Enteignung 1919, besaß die Familie in Estland 21 Güter mit 44.000 Hektar und zwei Güter, Samarka und Scheremetjewa, mit etwa 25.000 Hektar beiderseits der Newa zwischen St. Petersburg und dem Ladogasee. Zur Zeit der Enteignung waren die Rennenkampffs in Estland immer noch fünftgrößter Landbesitzer nach Stackelberg, Maydell, Schilling und Ungern.
In Estland gehörten zeitweilig folgende Güter in den Besitz der Familie: Kono, Kosch, Finn und Selgs, zur Zeit der Güterenteignung verlor sie einen bedeutenden Grundbesitz in den Gütern: Pantifer, Schloss Borkholm, Tammik, Wack, Schloss Wesenberg, Jerwajöggi, Paenküll, Gr. Ruhde, Tuttomäggi, Sastama, Layküll, Moisama, Konofer, Fersenau und Raeküll.
In Livland besaß die Familie die Güter Schloss Helmet mit Wrangelshof, Palloper, Duckershof, Fölck, Wollust, Kiddijerw, Walguta, Alt- und Neu Kalzenau, Klein- und Groß Kamby mit Maydellshof, Uelzen, Felix, Waimastfer mit Tirmast, Moiseküll, Kürbelshof, Jexi mit Pallawa, Warbus, Alt- und Neu Pigast, Karstemois, Kokenberg, Neu-Kusthof und Loeweküll.

## Persönlichkeiten
- Paul Edler von Rennenkampff, a. d. H. Konofer, 1854–1918, deutsch-baltischer Offizier, erhielt zu Beginn des Ersten Weltkrieges das Kommando über die 1. Russische Armee, die zur Invasion Ostpreußens bestimmt war. Generaladjutant von Zar Nikolaus II.
- Joachim von Rennenkampff, 1616–1658, Dr. jur. utr. Nach Beendigung seiner Studien wurde Joachim Lehrer der Rechte am Gymnasium zu Riga und am 27. November 1645 Professor iuris prudentiae und der politica am Rigischen Stadt-Gymnasium. Im Jahre 1657 war Joachim Ratsherr und Oberbauherr, Gerichtsvogt, Assessor des Consistoriums, Inspektor der Ratskanzlei, der Ratsdruckerei, der Stadt-Bibliothek, des Stadt-Gymnasiums und der Ratsapotheke.
- Alexander Edler von Rennenkampff, a. d. H. Helmet, 1783–1854, Kaiserlich russischer Rittmeister, Major der Kavallerie, Hofrat, später großherzoglicher holstein-oldenburgischer Oberkammerherr im Range eines Vizeoberhofmeisters, 1836 Ritter des griechischen „Erlöser Ordens“, Gründer des Naturhistorischen Museums in Oldenburg, seit 1802 Freimaurer (1842–1849 Meister vom Stuhl in der Loge „Zum goldnen Hirsch“), Schriftsteller.
- Gustav Edler von Rennenkampff, a. d. H. Helmet, 1784–1869, Oberstleutnant, Kirchspielsrichter der Kirchspiele Helmet, Tarwast und Paistel bis 1817, 1818–1826 Mitglied der Kommission zur Einführung der neuen Bauernverordnung, 1826 Kollegienassessor, 1826 Ritter des St. Wladimir Ordens, 1827–1836 Rat in der Oberdirektion der Livländischen Adeligen Güter Kredit-Sozietät, 1828 Direktor der Literärisch praktischen Bürger-Verbindung, 1836 Adelsdeputierter des Kreises Pernau-Fellin, 1847 zum Landrat gewählt, 1833 Mitgründer und 1834–1836 Schatzmeister der Gesellschaft für Geschichte und Alterthümer in Riga, seit 1818 Erbherr auf Schloss Helmet.
- Alexander Reinhold Edler von Rennenkampff, a. d. H. Kalzenau, 1787–1869, Mitglied des Corps Curonia Heidelberg, livländischer Gutsbesitzer der Güter Kürbelshof, Alt-Pigant und Uelzen sowie Landrat.
- Paul Edler von Rennenkampff, a. d. H. Helmet, 1790–1857, Russischer Generalmajor, 1813 „Pour le Mérite“ Orden, 1814 mit dem Orden „Legion d´Honneur“ [Kreuz der Ehrenlegion] ausgezeichnet, 1828 Inhaber des „Goldenen Degen für Tapferkeit“, 1829 vom persischen Schah mit dem Orden „Löwe und Sonne“ 1. Klasse mit Diamanten geehrt, 1831 Ritter des St. Annen Ordens 1. Klasse, 1835 mit dem preußischen Orden „Roter Adler“ mit Stern, dem österreichischen Orden „Eiserne Krone“ 1. Klasse, 1836 dem dänischen „Dannebrog“ Orden 1. Klasse und 1856 mit dem „Weißen Adler“ Orden mit Schwertern ausgezeichnet.
- Constantin Edler von Rennenkampff, a. d. H. Kalzenau, 1826–1896, Wirklicher Geheimrat, Staatssekretär im Innenministerium, Direktor der höchsteigenen Kanzlei Sr. Majestät Alexander III., Mitglied des Staatsrats, Ritter aller hohen russischen Orden einschließlich des Alexander Newski Ordens mit Brillanten.
- Nikolai Karlowitsch von Rennenkampff, a. d. H. Alexandrowka, 1831–1899, Dr. jur. Wirklicher Staatsrat, Rechtsanwalt, Verdienter Professor, von 1875 bis 1879 Bürgermeister von Kiew und von 1883 bis 1890 Rektor der St. Wladimir-Universität Kiew.